# Staphylinidae
Gli stafilinidi (Staphylinidae Latreille, 1802) sono una famiglia di coleotteri, comprendente oltre 50.000 specie.

## Descrizione
Sono coleotteri generalmente di piccole dimensioni, di forma allungata, che si caratterizzano per la presenza di elitre molto corte, che lasciano scoperto gran parte dell'addome.
Alcune specie mimano le sembianze di diverse specie di formiche (mirmecomorfismo).

## Biologia
La maggior parte delle specie sono predatori che si nutrono di insetti o altri piccoli invertebrati.
Alcune specie vivono in associazione con colonie di formiche (mirmecofilia)..

## Tassonomia
La famiglia comprende le seguenti 33 sottofamiglie (di cui una fossile):

1. Aleocharinae Fleming, 1821
2. Apateticinae Fauvel, 1895
3. Dasycerinae Reitter, 1887
4. Empelinae Newton and Thayer, 1992
5. Euaesthetinae Thomson, 1859
6. Glypholomatinae Jeannel, 1962
7. Habrocerinae Mulsant and Rey, 1876
8. Leptotyphlinae Fauvel, 1874
9. Megalopsidiinae Leng, 1920
10. Microsilphinae Crowson, 1950
11. Micropeplinae Leach, 1815
12. Neophoninae Fauvel, 1905
13. Olisthaerinae Thomson, 1858
14. Omaliinae MacLeay, 1825
15. Osoriinae Erichson, 1839
16. Oxytelinae Fleming, 1821
17. Oxyporinae Fleming, 1821
18. Paederinae Fleming, 1821
19. Phloeocharinae Erichson, 1839
20. Piestinae Erichson, 1839
21. †Protactinae Heer, 1847
22. Proteininae Erichson, 1839
23. Protopselaphinae Newton and Thayer, 1995
24. Pselaphinae Latreille, 1802
25. Pseudopsinae Ganglbauer, 1895
26. Scaphidiinae Latreille, 1806
27. Scydmaeninae Leach, 1815
28. Solieriinae Newton and Thayer, 1992
29. Staphylininae Latreille, 1802
30. Steninae MacLeay, 1825
31. Tachyporinae MacLeay, 1825
32. Trichophyinae Thomson, 1858
33. Trigonurinae Reiche, 1866

### Alcune specie

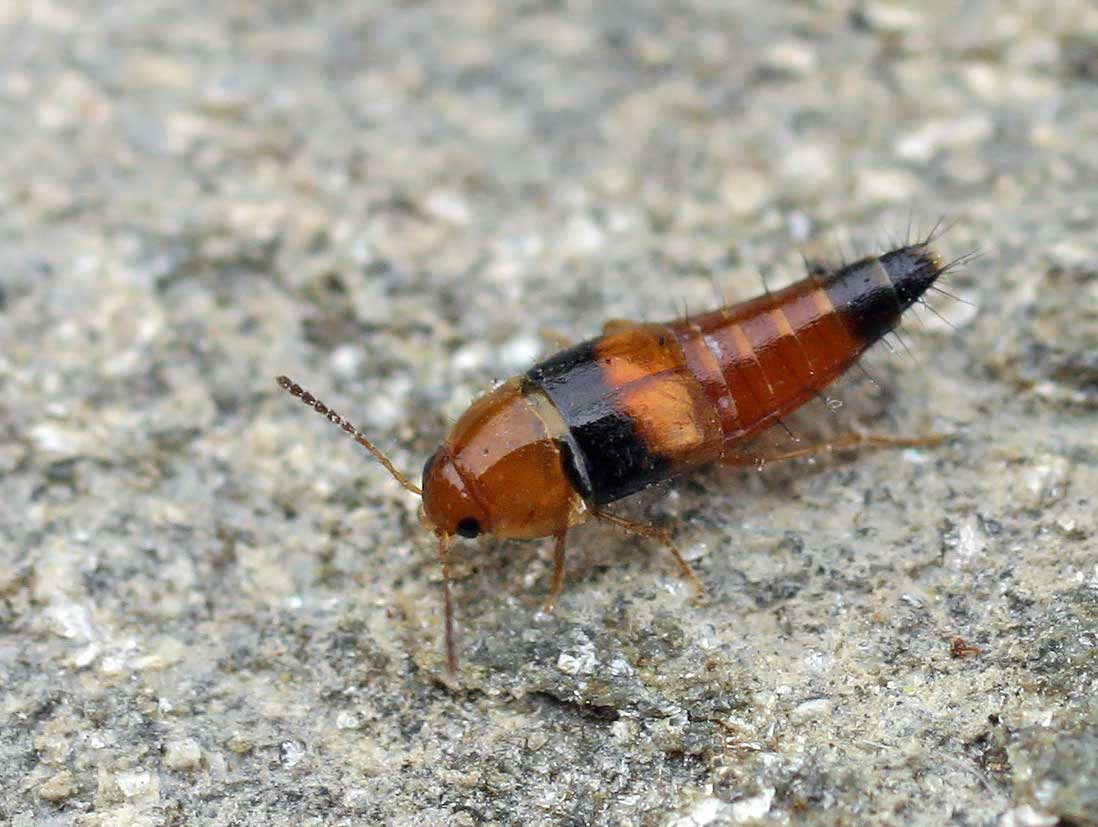
Tachyporus obtusus
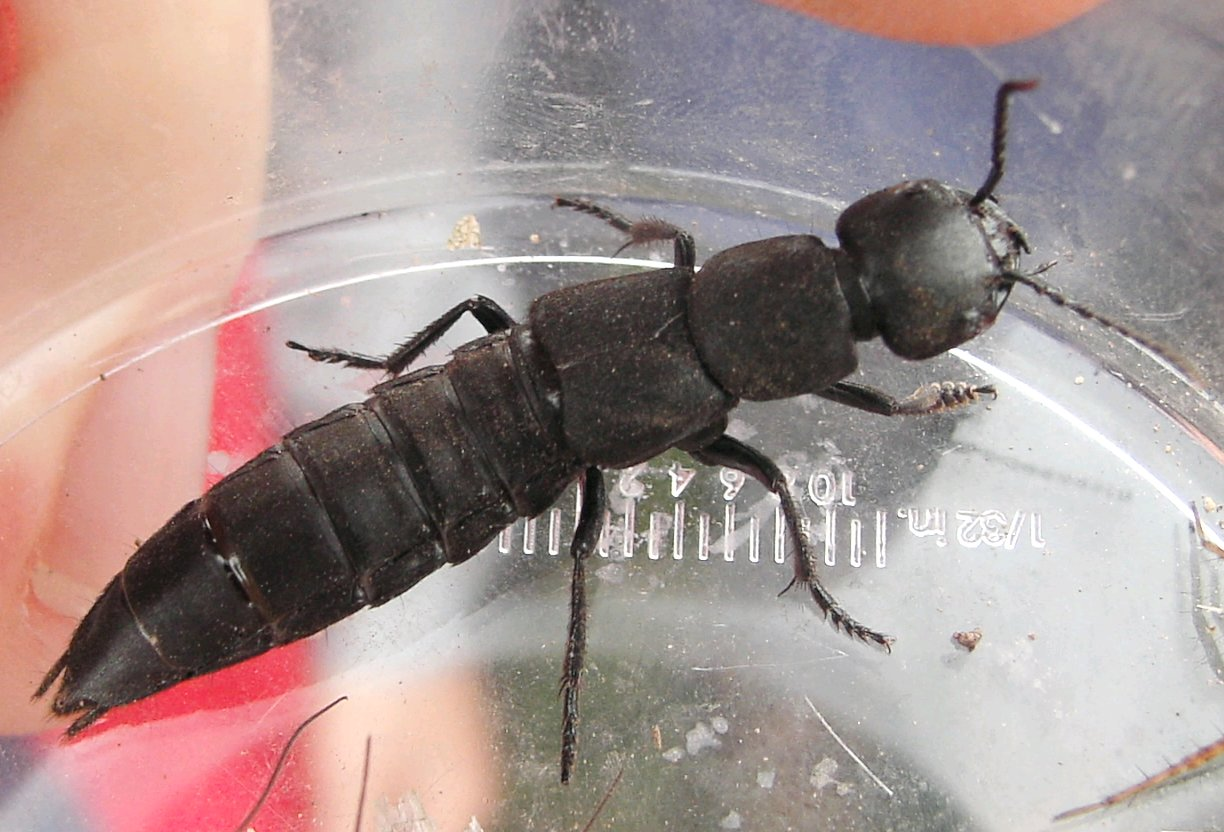
Ocypus olens
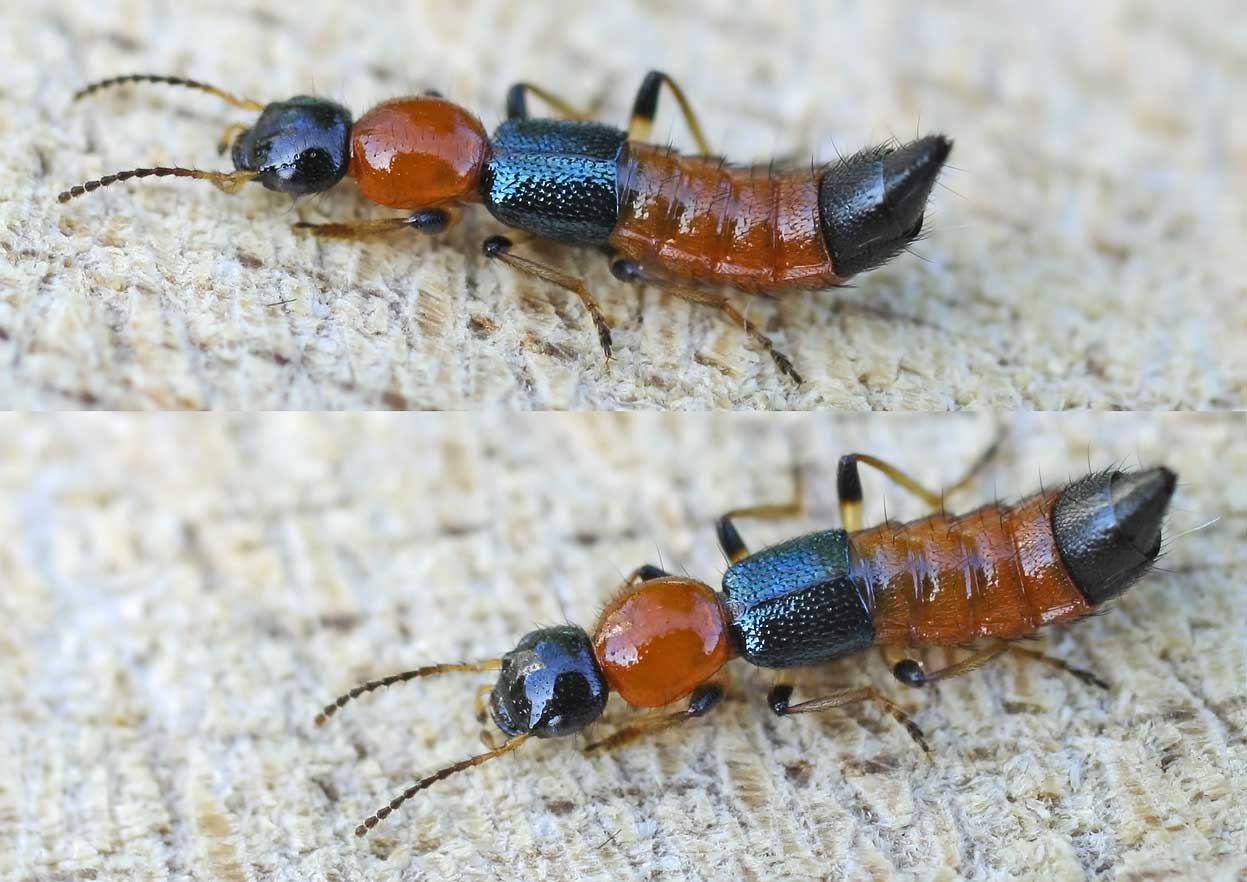
Paederus littoralis
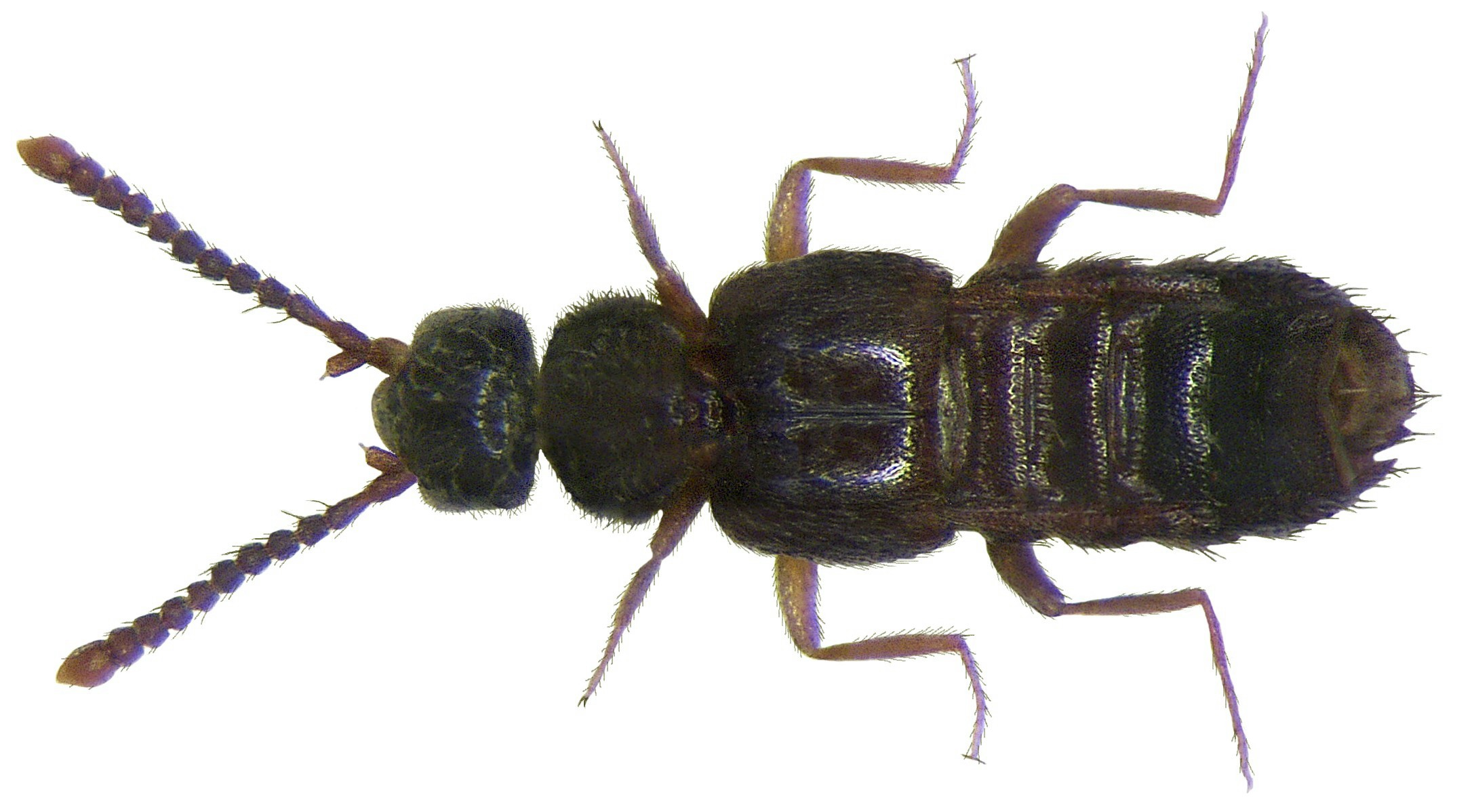
Cordalia tsavoana
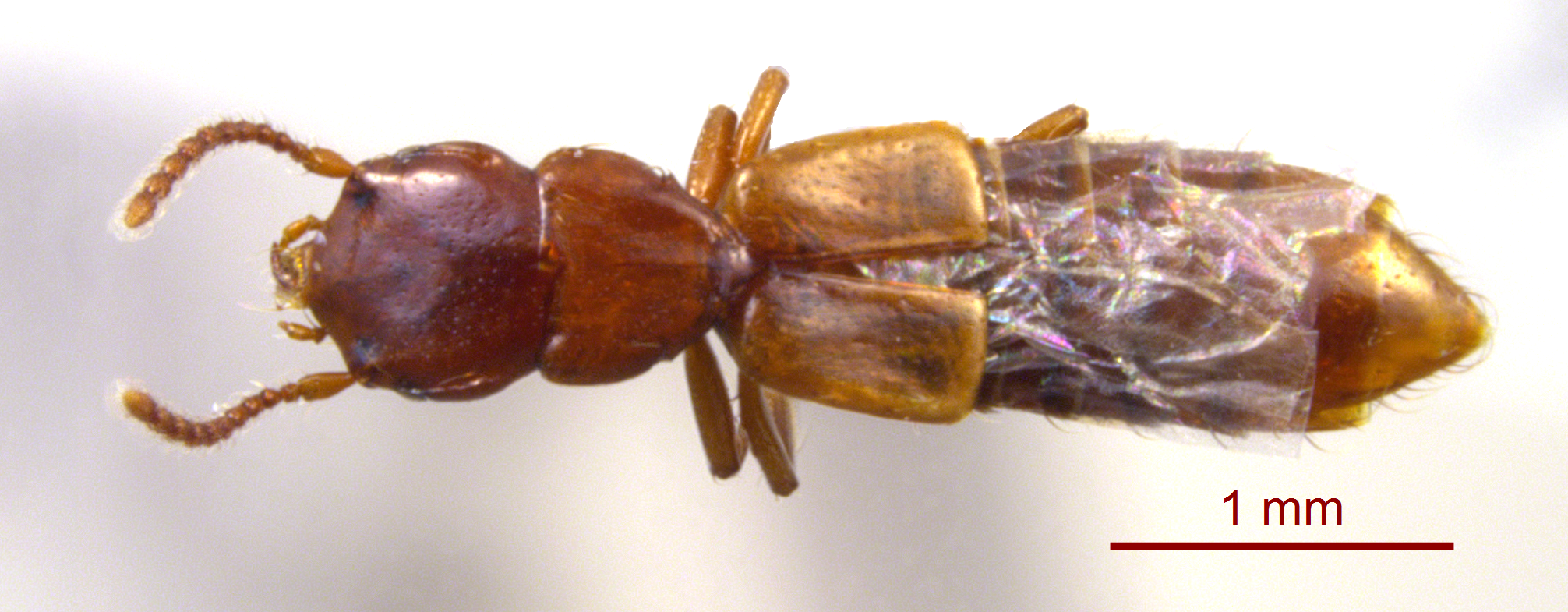
Eleusis pallida